# Hepburnova romanizacija
Hepburnova metoda (sustav) romanizacije (ヘボン式ローマ字, Hebon-shiki Rōmaji) je metoda romanizacije (transkripcije, ali istovremeno i transliteracije, pošto je japanski uglavnom fonetski jezik) japanskog pisma na latinicu. Dobila je ime po Jamesu Curtisu Hepburnu, koji ju je koristio da bi zapisao japanski jezik na latinici u trećem izdanju Japansko-engleskog rječnika iz 1887. Metodu je izvorno preporučilo Društvo za romanizaciju japanske Abecede (羅馬字会, Rōmajikai) 1885. godine. Hepburnova metoda je naknadno modificirana i nazvana Revidirana Hepburnova romanizacija (修正ヘボン式ローマ字, Shūsei Hebon-shiki Rōmaji). Ovu verziju se zvalo i Standardna Hepburnova romanizacija (標準式ローマ字, Hyōjun-shiki Rōmaji).
Hepburnova romanizacija se bazira na engleskoj, a ne japanskoj fonetici, te zbog toga postoji određeni službeni otpor njenom korištenju u japanskoj Vladi. Ipak, ovaj sustav odobrile su i poticale Savezničke okupacijske vlasti za vrijeme okupacije Japana nakon kapitulacije u Drugom svjetskom ratu, te je de facto standard romanizacije u Japanu i, posebice, izvan njega. Primjerice, koristi se u engleskom izdanju Wikipedije. Alternative su joj Kunrei-Shiki (訓令式ローマ字, Kunrei-shiki rōmaji ) metoda, bazirana na japanskoj fonetici koju podržava japanska Vlada, i tzv. Wāpuro rōmaji (ローマ字仮名変換) metoda, koja nije službena, ali se vrlo često koristi u okruženjima gdje je potreban jednostavan unos japanskog pisma preko računalne tipkovnice s latinskim znakovima, budući ne koristi dijakritičke znakove i kompatibilan je s automatskim programima za upisivanje japanske abecede preko romanizacije.

## Varijante
Postoje tri standardne varijante Hepburnove romanizacije. Prve dvije se smatraju povijesnim, a preporuča se korištenje treće, najnovije.
- Prva je tradicionalni Hepburn, koja ima više različitih načina zapisivanja dugih samoglasnika i slogovnog "n". Ona odgovara trećem izdanju Hepburnovog Japansko-engleskog rječnika iz 1887.[1] Potrebno je naglasiti da je od vremena izdavanja rječnika do danas japansko pismo revidirano, te su neka slova izbačena, a neka druga predstavljaju druge glasove.
- Druga je revidirani Hepburn, u kojoj se slogovno "n" više ne zapisuje kao "m" ako prethodi suglasnicima p, b ili m.
- Treća je modificirani Hepburn koja ima jedinstveni način zapisivanja dugih samoglasnika (podvostručavanjem – primjerice oo i ii) i slogovnog "n" (n̄).

U samom Japanu se koriste još tri varijante u različitim kontekstima: željeznički standard, koji se koristi u imenovanju željezničkih postaja i linija, standard Ministarstva vanjskih poslova, koji se koristi za putovnice i standard Ministarstva zemlje, infrastrukture i prometa, koji se koristi za prometne znakove.

## Osobine Hepburnove romanizacije
Glavna osobina Hepburna je da je njegov pravopis baziran na engleskoj fonologiji. Točnije, ako dolazi do promjene izgovora nekog sloga zbog glasovnih promjena ili specifičnosti govornog jezika, prijepis pokušava zapisati slog na način na koji bi ga tipični engleski govornik pročitao što bliže originalnom izgovoru. Primjerice, u seriji slogova "s+samoglasnik" さ,せ,そ,す,し, prva četiri se zapisuju sa, se, so i su, dok se zadnji zapisuje shi, jer je to bliže japanskom izgovoru ("ši" u hrvatskom fonetskom zapisu). S druge strane, sha, shu i sho, se zapisuju kombinacijom shi i "malih" ya, yu i yo ( しゃ,しゅ i しょ), gdje se shi izgovara samo "s", pa (hrvatskim fonetskim zapisom) sja, sju i sjo jotacijom prelaze u ša, šu i šo.

### Čestice
- Kada je čestica, "he" (へ) se zapisuje "e"
- Kada je čestica, "ha" (は) se zapisuje "wa"
- Kada je čestica, "wo" (を) se zapisuje "o"

### Dugi samoglasnici
U "tradicionalnom" i "revidiranom" Hepburnu:
- Dugi o i u zapisuju se s crtom iznad slova:  ō i ū.
- U riječima japanskog ili kineskog podrijetla, dugo e zapisuje se kao ei.
- U riječima japanskog ili kineskog podrijetla, dugo i zapisuje se kao ii.
- U tuđicama (ne računajući kineske), svi dugi samoglasnici zapisuju se s crtom iznad slova.

U "modificiranom" Hepburnu:
- Svi dugi samoglasnici označavaju se podvostručavanjem slova: oo i uu.

### Slogovnon
Svi slogovi u japanskom se sastoje od jednog samoglasnika ili kombinacije jednog suglasnika i jednog samoglasnika, s jedinom iznimkom slogovnog "n" (ん).
U "tradicionalnom"  Hepburnu:
- Slogovno n zapisuje se kao n ako prethodi suglasniku ili kao n' (s apostrofom) ako prethodi samoglasnicima, da se naglasi razlika između, primjerice, んあ (n'a) i な (na), i suglasniku y, da se naglasi razlika između んや (n'ya) i にゃ (nya). Također, zapisuje se kao m ako prethodi nekom dvousnenom suglasniku (dakle suglasniku p, b ili m).

Primjeri: annai 案内, kin'en 禁煙, gumma 群馬
U "revidiranom" Hepburnu:
- Uvijek se zapisuje kao n, osim ako prethodi samoglasnicima i suglasniku "y", kada se zapisuje kao n'.

Primjeri: annai 案内, kin'en 禁煙, gunma 群馬
U "modificiranom" Hepburnu:
- Uvijek se zapisuje kao n̄ (n s crtom iznad slova), čime se uklanja dvosmislenost u kombinaciji sa samoglasnicima ili slogovima koji počinju s y.

Primjeri: an̄nai 案内, kin̄en̄ 禁煙, gun̄ma 群馬

### Dvostruki suglasnici
- Dvostruki suglasnici označavaju se podvostručavanjem suglasnika u slogu koji slijedi iz znaka podvostručavanja っ (zvanog sokuon ili malo tsu), osim u slučajevima kad jednostavan slog zapisuje s tri slova tj. sh→ssh, ch→tch, ts→tts.

Primjeri: matte 待って, yatta やった

### Varijacije
Svi mogući načini zapisivanja dugih samoglasnika (o i u):
- Tōkyō: označeni crtama iznad slova. Ovaj način slijedi pravila tradicionalnog i revidiranog Hepburna i smatra se standardom.
- Tokyo: nisu označeni. Ovaj način je čest u japanskim riječima koje su ušle u engleski jezik. Slično, hrvatski jezik ne poštuje duge samoglasnike: Tokio.
- Tôkyô: označeni "kapicama". Ovaj način se koristi u alternativama Hepburnu, Nihon-shiki i Kunrei-shiki metodama, ili kad računalni unos ne podržava crte iznad slova.
- Tohkyoh: označeni s dodatnim h iz samoglasnika. Ovaj način se ponekad i zove "putovnički", jer je japansko Ministarstvo vanjskih poslova dozvolilo njegovo korištenje u putovnicama.[2]
- Toukyou: zapisano direktno transliteracijom japanskog pisma – dugo o kao ou ili oo, i dugo u kao uu. Ovaj način se naziva Wapuro, i odgovara načinu na koji bi se japansko pismo unijelo u računalo koristeći tipkovnicu s latinicom. Također, ovaj način najbolje prikazuje kako se riječ zapisuje u japanskom pismu jer razlikuje おう ou ( u とうきょう, Toukyou), i おお oo ( とおい, tooi).
- Tookyoo: zapisano podvostručavanjem dugih samoglasnika. Ovaj se koristi u modificiranom Hepburnu, ali se s njim vrlo često zapisuju i strane riječi bez obzira na sustav transliteracije, primjerice paati za パーティー (tuđica iz engleskog, party)

## Tablica Hepburnove romanizacije

### Zahiraganu
| Gojūon – jednostavni slogovi | Gojūon – jednostavni slogovi | Gojūon – jednostavni slogovi | Gojūon – jednostavni slogovi | Gojūon – jednostavni slogovi | Yōon – složeni slogovi | Yōon – složeni slogovi | Yōon – složeni slogovi |
| ---------------------------- | ---------------------------- | ---------------------------- | ---------------------------- | ---------------------------- | ---------------------- | ---------------------- | ---------------------- |
| あ a                         | い i                         | う u                         | え e                         | お o                         | (ya)                   | (yu)                   | (yo)                   |
|                              |                              |                              |                              |                              |                        |                        |                        |
| か ka                        | き ki                        | く ku                        | け ke                        | こ ko                        | きゃ kya               | きゅ kyu               | きょ kyo               |
| さ sa                        | し shi                       | す su                        | せ se                        | そ so                        | しゃ sha               | しゅ shu               | しょ sho               |
| た ta                        | ち chi                       | つ tsu                       | て te                        | と to                        | ちゃ cha               | ちゅ chu               | ちょ cho               |
| な na                        | に ni                        | ぬ nu                        | ね ne                        | の no                        | にゃ nya               | にゅ nyu               | にょ nyo               |
| は ha                        | ひ hi                        | ふ fu                        | へ he                        | ほ ho                        | ひゃ hya               | ひゅ hyu               | ひょ hyo               |
| ま ma                        | み mi                        | む mu                        | め me                        | も mo                        | みゃ mya               | みゅ myu               | みょ myo               |
| や ya                        |                              | ゆ yu                        |                              | よ yo                        |                        |                        |                        |
| ら ra                        | り ri                        | る ru                        | れ re                        | ろ ro                        | りゃ rya               | りゅ ryu               | りょ ryo               |
| わ wa                        | ゐ i†                        |                              | ゑ e†                        | を wo                        |                        |                        |                        |
|                              |                              |                              |                              | ん n-n'-m                    |                        |                        |                        |
|                              |                              |                              |                              |                              |                        |                        |                        |
| が ga                        | ぎ gi                        | ぐ gu                        | げ ge                        | ご go                        | ぎゃ gya               | ぎゅ gyu               | ぎょ gyo               |
| ざ za                        | じ ji                        | ず zu                        | ぜ ze                        | ぞ zo                        | じゃ ja                | じゅ ju                | じょ jo                |
| だ da                        | ぢ (ji)                      | づ (zu)                      | で de                        | ど do                        | ぢゃ (ja)              | ぢゅ (ju)              | ぢょ (jo)              |
| ば ba                        | び bi                        | ぶ bu                        | べ be                        | ぼ bo                        | びゃ bya               | びゅ byu               | びょ byo               |
| ぱ pa                        | ぴ pi                        | ぷ pu                        | ぺ pe                        | ぽ po                        | ぴゃ pya               | ぴゅ pyu               | ぴょ pyo               |

### Za standardnukatakanu
| Gojūon – jednostavni slogovi | Gojūon – jednostavni slogovi | Gojūon – jednostavni slogovi | Gojūon – jednostavni slogovi | Gojūon – jednostavni slogovi | Yōon – složeni slogovi | Yōon – složeni slogovi | Yōon – složeni slogovi |
| ---------------------------- | ---------------------------- | ---------------------------- | ---------------------------- | ---------------------------- | ---------------------- | ---------------------- | ---------------------- |
| ア a                         | イ i                         | ウ u                         | エ e                         | オ o                         | (ya)                   | (yu)                   | (yo)                   |
| カ ka                        | キ ki                        | ク ku                        | ケ ke                        | コ ko                        | キャ kya               | キュ kyu               | キョ kyo               |
| サ sa                        | シ shi                       | ス su                        | セ se                        | ソ so                        | シャ sha               | シュ shu               | ショ sho               |
| タ ta                        | チ chi                       | ツ tsu                       | テ te                        | ト to                        | チャ cha               | チュ chu               | チョ cho               |
| ナ na                        | ニ ni                        | ヌ nu                        | ネ ne                        | ノ no                        | ニャ nya               | ニュ nyu               | ニョ nyo               |
| ハ ha                        | ヒ hi                        | フ fu                        | ヘ he                        | ホ ho                        | ヒャ hya               | ヒュ hyu               | ヒョ hyo               |
| マ ma                        | ミ mi                        | ム mu                        | メ me                        | モ mo                        | ミャ mya               | ミュ myu               | ミョ myo               |
| ヤ ya                        |                              | ユ yu                        |                              | ヨ yo                        |                        |                        |                        |
| ラ ra                        | リ ri                        | ル ru                        | レ re                        | ロ ro                        | リャ rya               | リュ ryu               | リョ ryo               |
| ワ wa                        | ヰ i†                        |                              | ヱ e†                        | ヲ wo                        |                        |                        |                        |
|                              |                              |                              |                              | ン n-n'                      |                        |                        |                        |
| ガ ga                        | ギ gi                        | グ gu                        | ゲ ge                        | ゴ go                        | ギャ gya               | ギュ gyu               | ギョ gyo               |
| ザ za                        | ジ ji                        | ズ zu                        | ゼ ze                        | ゾ zo                        | ジャ ja                | ジュ ju                | ジョ jo                |
| ダ da                        | ヂ (ji)                      | ヅ (zu)                      | デ de                        | ド do                        | ヂャ (ja)              | ヂュ (ju)              | ヂョ (jo)              |
| バ ba                        | ビ bi                        | ブ bu                        | ベ be                        | ボ bo                        | ビャ bya               | ビュ byu               | ビョ byo               |
| パ pa                        | ピ pi                        | プ pu                        | ペ pe                        | ポ po                        | ピャ pya               | ピュ pyu               | ピョ pyo               |

### Za dodatnukatakanu
Ova slova se najčešće koriste za japansku transliteraciju stranih pojmova i nisu sva standardizirana.
|          |          |          | イェ ye  |          |
|          | ウィ wi  |          | ウェ we  | ウォ wo  |
| ヷ va    | ヸ vi†   |          | ヹ ve†   | ヺ vo    |
| ヴァ va  | ヴィ vi  | ヴ vu    | ヴェ ve  | ヴォ vo  |
|          |          |          | シェ she |          |
|          |          |          | ジェ je  |          |
|          |          |          | チェ che |          |
|          | ティ ti  | トゥ tu  |          |          |
|          |          | テュ tyu |          |          |
|          | ディ di  | ドゥ du  |          |          |
|          |          | デュ dyu |          |          |
| ツァ tsa | ツィ tsi |          | ツェ tse | ツォ tso |
| ファ fa  | フィ fi  |          | フェ fe  | フォ fo  |
|          |          | フュ fyu |          |          |

- † — Slova pisana crveno ne koriste se u modernom japanskom
- Zagrade  — Prijepis u zagradama se koristi samo kada se dogodi rendaku (glasovna promjena početnog suglasnika u nekim riječima kada im se dodaje prefiks) na slovima ち/チ chi ili つ/ツ tsu.

## Vanjske poveznice
- Engleski: Predgovor prvog izdanja originalnog Hepburnovog rječnika, u kojem je objašnjena korištena romanizacija  Arhivirana inačica izvorne stranice od 24. rujna 2015. (Wayback Machine)
- Engleski: Predgovor trećeg izdanja originalnog Hepburnovog rječnika, u kojem je objašnjena korištena romanizacija